# Aston Martin V8
El Aston Martin V8 es un automóvil deportivo gran turismo, producido por el fabricante británico Aston Martin en el Reino Unido entre 1969 y 1989. Como todos los Aston Martin tradicionales, era construido completamente a mano, y cada automóvil requirió 1200 horas-persona de trabajo para terminarse.
Aston Martin buscaba reemplazar el modelo DB6, para lo que había diseñado un automóvil más grande y de aspecto más moderno. Sin embargo, el motor no estaba listo, por lo que en 1967 la compañía lanzó el DBS con el clásico motor de seis cilindros en línea Vantage del DB6. Dos años más tarde, el V8 diseñado por Tadek Marek estaba listo, y Aston Martin lanzó el DBS V8. Con la desaparición del Vantage de seis cilindros en línea en 1973, el DBS V8, ahora rediseñado y llamado simplemente "Aston Martin V8", se convirtió en el automóvil principal de la compañía durante casi dos décadas. Fue sustituido por el Virage en 1989.

## DBS V8

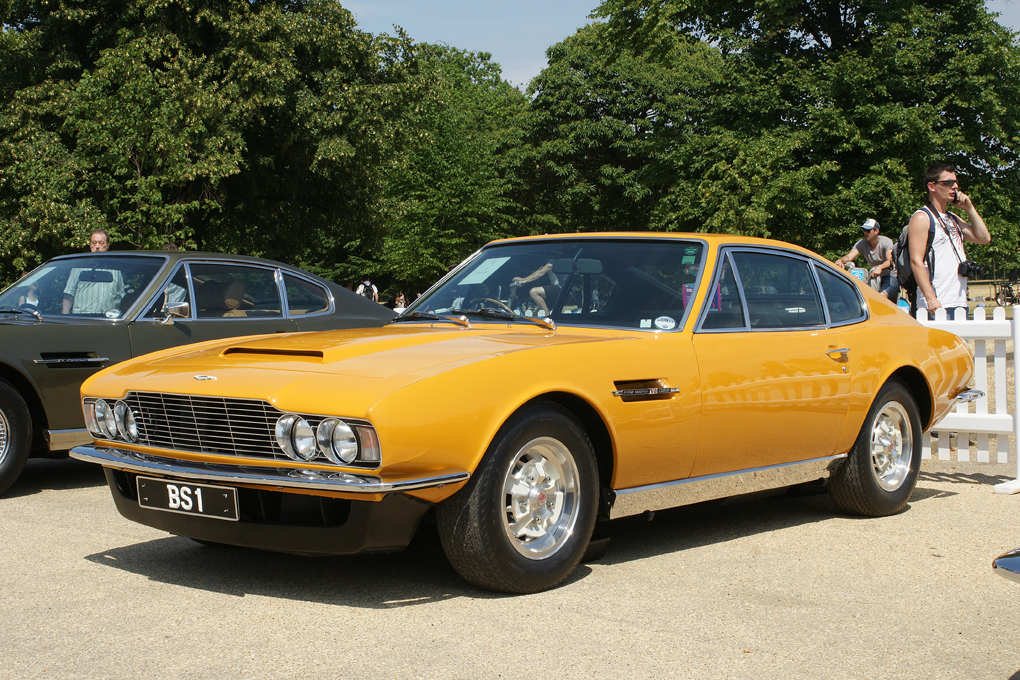
Aston Martin DBS (con carrocería DBS V8) de la serie de televisión "The Persuaders!", durante la celebración del centenario de Aston Martin en julio de 2013

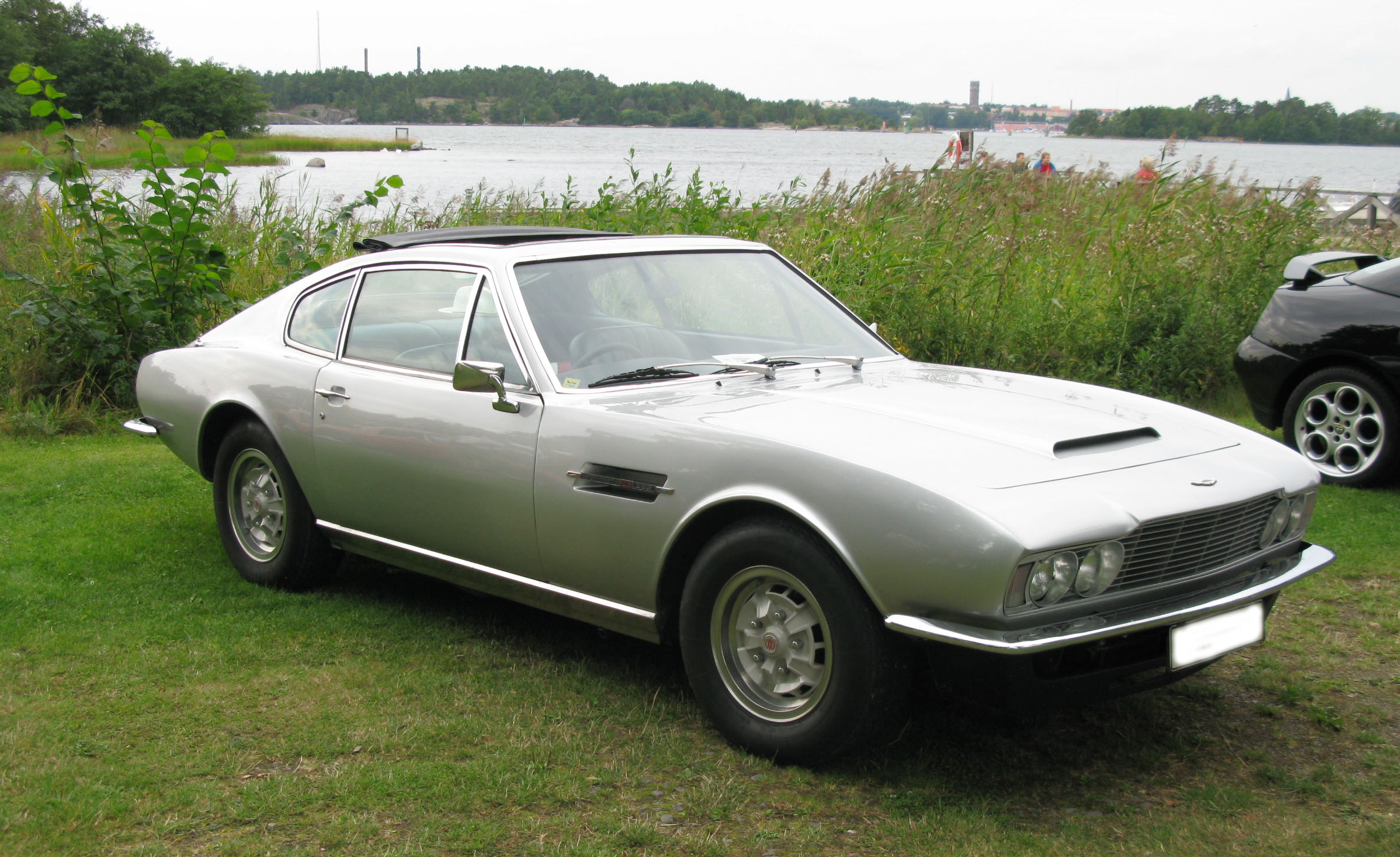
Aston Martin DBS V8 de 1970

Desde 1969 hasta 1972, el modelo insignia de Aston fue el DBS V8. Aunque la carrocería y el nombre se compartieron con el DBS de seis cilindros, el V8 se vendía por un precio muy superior. La carrocería era una reinterpretación moderna del aspecto tradicional de Aston Martin, con una parrilla cuadrada y cuatro faros (William Towns admitió que la parte trasera se "tomó prestada" de los primeros Ford Mustang). Las características distintivas del modelo V8 son la toma de aire delantera más grande, los neumáticos 225/70VR15 y la ausencia de las clásicas ruedas de radios, aunque algunos DBS de seis cilindros también usaban las llantas de aleación del V8. Las luces traseras fueron tomadas del Hillman Hunter.
Un informe de prueba de carretera de la época señaló que el automóvil había ganado 250 lb (113 kg) de peso con la instalación del motor V8 en lugar de la unidad de seis cilindros utilizada anteriormente, a pesar de la garantía del fabricante de que el motor pesaba solo 30 lb (14 kg) más que el propulsor anterior. Otras contribuciones al aumento de peso incluyeron los frenos de disco ventilados más pesados, el aire acondicionado, los neumáticos más gruesos, una caja de cambios ZF nueva y más fuerte, así como un poco de carrocería adicional debajo del parachoques delantero.
El motor V8 de Marek cubicaba 5.3 L (5340 cc/325 in3) y montaba un sistema de inyección de combustible Bosch. La potencia no se dio a conocer oficialmente, pero las estimaciones se centran en 315 hp (235 kW). El DBS V8 podía alcanzar los 100 km/h (62 mph) en 7,1 segundos y tenía una velocidad máxima de 242 km/h (150 mph). Se construyeron 402 unidades del DBS con motor V8.
Se planeó que el personaje de Roger Moore, Brett Sinclair, usara un DBS V8 en el programa de televisión, The Persuaders!, pero no había ningún automóvil V8 disponible en ese momento, por lo que se modificó un DBS de seis cilindros para que pareciera un modelo V8 para su uso en la serie.

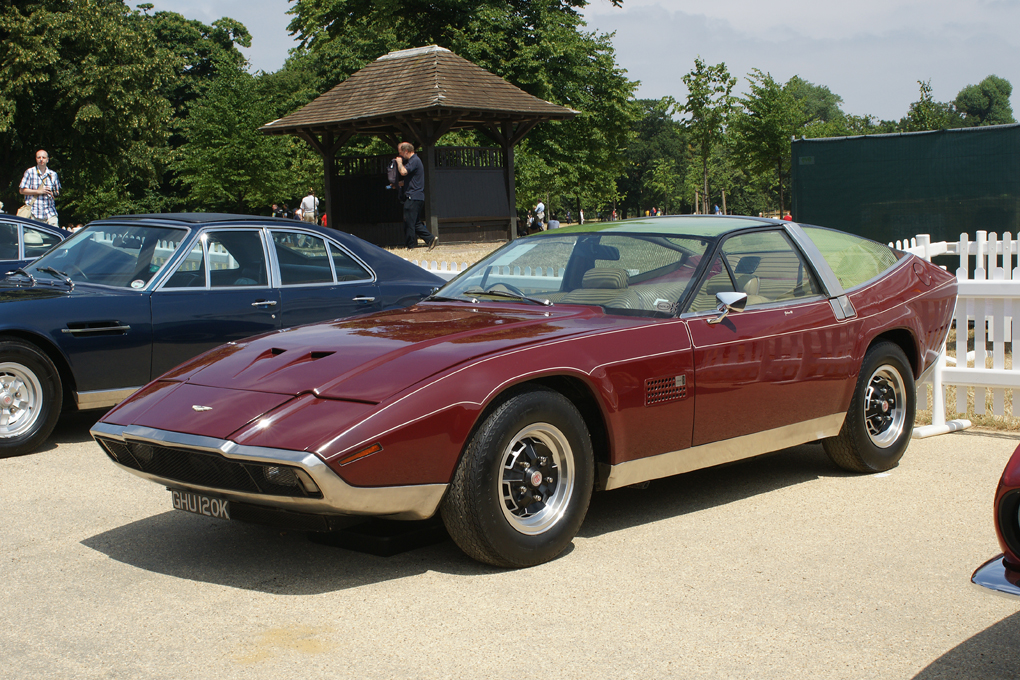
DBS V8 de Ogle Design (chasis número DBSV8/10381/RC), durante los actos del centenario de Aston Martin en 2013

### DBS V8 de Ogle Design
El DBS V8 de Ogle Design se presentó en 1972 en el Salón del Automóvil de Montreal. Se basa en un DBS V8 y la empresa tabacalera WOWills encargó dos automóviles para promocionar su nueva marca premium de cigarrillos: un automóvil de exhibición con el número de chasis DBSV8/10380/R y un automóvil de carretera con el número de chasis DBSV8/10381/RC. Un tercer coche "réplica" fue encargado por un particular.

## V8
En abril de 1972, el DBS V8 se convirtió simplemente en el Aston Martin V8 cuando se abandonó el DBS de seis cilindros, dejando solo este automóvil y el Vantage de seis cilindros en producción.

### AM V8
El V8 se hizo conocido como AM V8, un modelo al que se hace referencia retroactivamente como el Serie 2 V8 para separarlo de los modelos posteriores. Las diferencias visuales incluían los faros halógenos dobles y una rejilla de malla, un diseño frontal que duraría hasta el final de la producción en 1989. Los automóviles AM V8, producidos desde mayo de 1972 hasta julio de 1973, usaban un motor similar al DBS V8, aunque con inyección de combustible Bosch en lugar de los carburadores anteriores. Solo se fabricaron 288 coches de la Serie 2. Aunque David Brown ya había dejado la empresa, todavía pudo supervisar el desarrollo de este modelo. Los primeros 34 coches todavía llevaban el distintivo "DBS V8".

### Serie 3

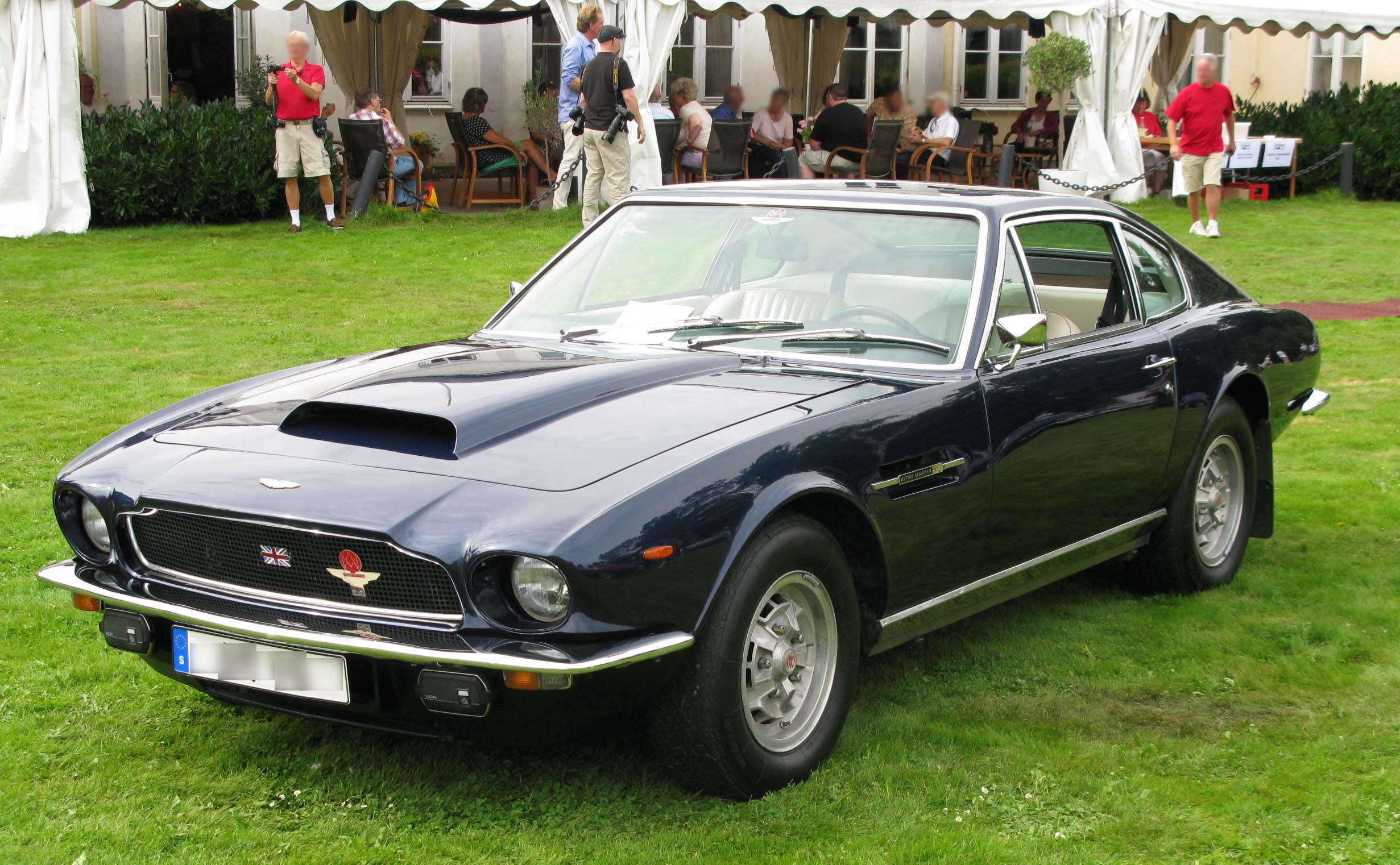
AM V8 de 1973 con la elevada toma de aire en el capó de la Serie 3

El automóvil pasó de nuevo a utilizar carburadores Weber para la Serie 3 en 1973, aparentemente para permitir que el automóvil pasara los nuevos estándares de emisiones más estrictos en California, pero probablemente porque Aston Martin no pudo hacer que el sistema de inyección de combustible de Bosch funcionara correctamente. Estos coches se distinguen por una toma de aire en el capó más alta para acomodar cuatro carburadores Weber de doble estrangulador (dos cuerpos). El automóvil rendía 310 HP (231 kW; 314 CV) y podía alcanzar 60 mph (96,6 km/h) en 6,1 segundos con transmisión automática, o en 5,7 con transmisión manual. El rendimiento sufrió con las regulaciones de emisiones, cayendo a 288 HP (214,8 kW; 292 CV) en 1976. Al año siguiente, un motor "Stage 1" más potente, con árbol de levas y escape rediseñados, permitía obtener 305 HP (227,4 kW; 309,2 CV).
Estos coches utilizaban neumáticos 225/70VR15 Avon TurboSpeed o 235/70VR15 Turbospeed Rolls Royce en los modelos Auto, o los 255/60R15 Cinturato Pirelli CN12 del Vantage.
La producción de la Serie 3 duró desde 1973 hasta octubre de 1978, aunque se detuvo durante todo 1975. En total, se produjeron 967 unidades. Mientras que los V8 anteriores tienen rejillas en el pequeño panel montado debajo del parabrisas trasero, los coches de la Serie 3 y posteriores presentan un pequeño saliente en la parte inferior de este panel, justo delante del borde delantero de la tapa del maletero.

### Serie 4 ("Oscar India")

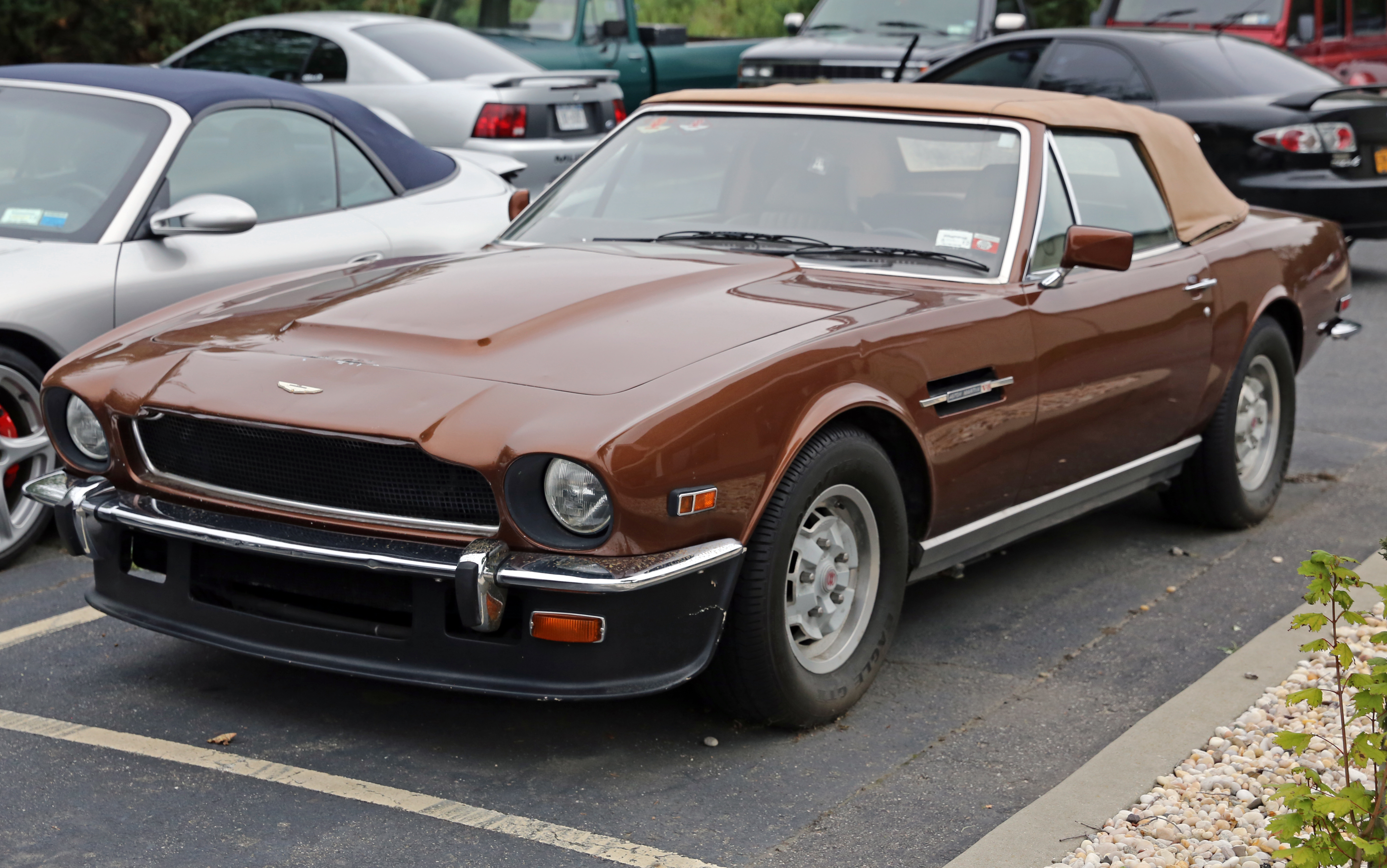
Aston Martin V8 Volante Series 1 (equivalente al Series 4 Saloon)

La especificación "Oscar India" se introdujo en octubre de 1978 en el Salón Internacional del Automóvil de Birmingham. Visualmente, la primera primicia del capó dio paso a un abultamiento del capó cerrado, mientras que el difusor trasero estaba integrado en la cola. La mayoría de los automóviles Oscar India estaban equipados con una transmisión automática Chrysler "Torqueflite" de tres velocidades, y contaban en su lujoso interior con molduras de madera instaladas por primera vez desde el DB2/4 de la década de 1950. Solo se fabricaron 352 unidades del Oscar India desde 1978 hasta 1985. La potencia de los motores, restringida por las normas para evitar la contaminación, siguió cayendo en los automóviles del mercado estadounidense, hasta alcanzar un mínimo de 245 HP (183 kW) a principios de los años ochenta.
El convertible "Volante" se introdujo en junio de 1978, pero presentaba el capó de la Serie 4 desde el principio, unos meses antes de que el cupé recibiera la actualización del modelo Oscar India. El Volante Serie 1 pesaba 70 kg (154,3 lb) más que el cupé, debido a la necesidad de reforzar el bastidor. En este momento, la fabricación de un V8 Volante requería aproximadamente cuatro meses de principio a fin.
Los automóviles del mercado estadounidense recibieron parachoques mucho más grandes a partir del modelo del año 1980, lo que agregó peso y estropeó un poco las líneas del automóvil. Los propietarios de automóviles adaptados para EE. UU. a menudo los modifican para tener los parachoques europeos más delgados. En 1981, el éxito del Volante significó que el modelo cupé solo se construyó bajo pedido individual. Los años 1980 también significaron que se ajustaran los motores para obtener una mayor economía de combustible, del orden de un treinta por ciento mejor.

### Serie 5

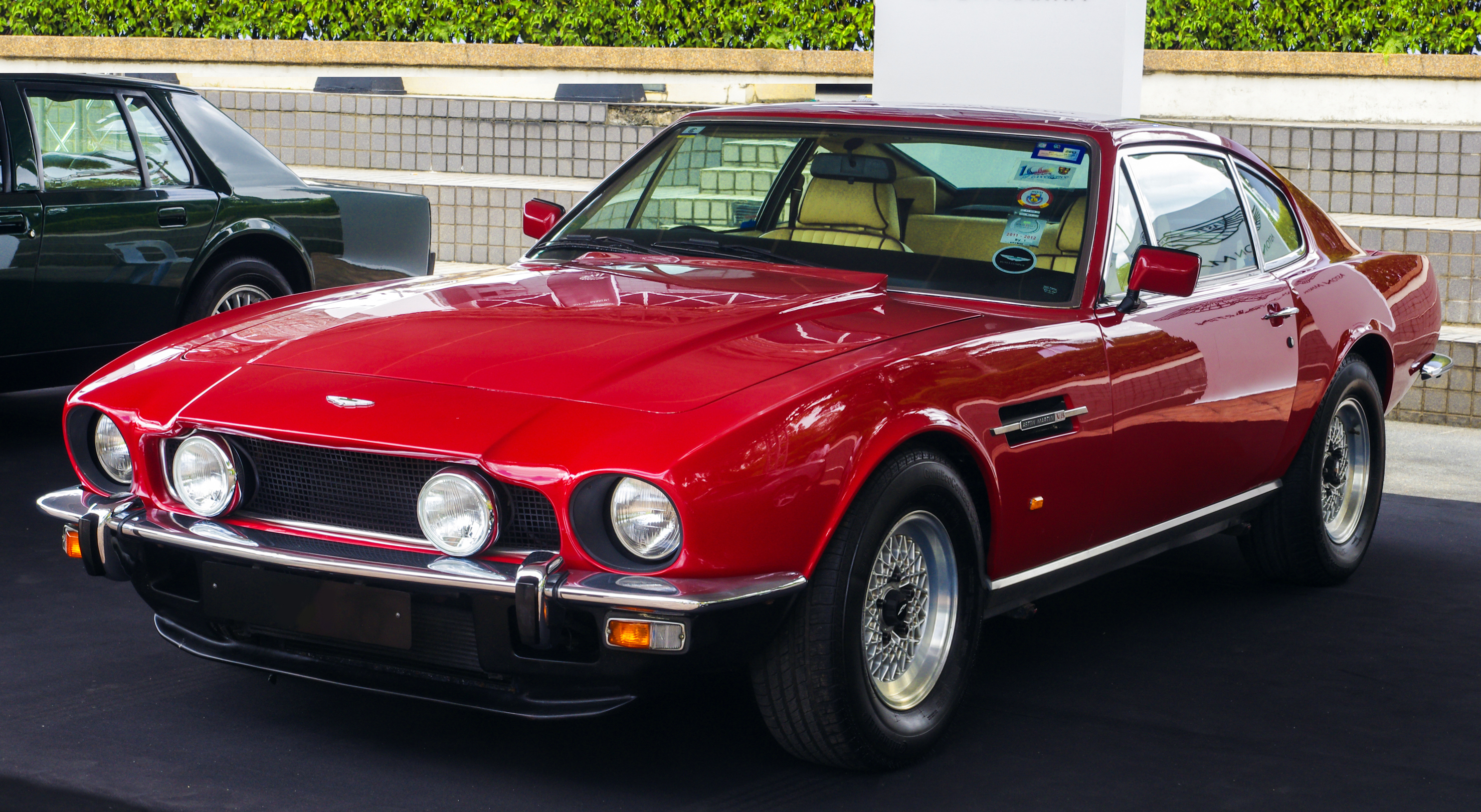
Aston Martin V8 Sedán Series 5 con el capó plano

Los coches con inyección de combustible de la Serie 5 se introdujeron en enero de 1986 en el Salón del Automóvil de Nueva York. El sistema compacto Weber / Marelli ya no necesitaba el espacio de los carburadores anteriores, por lo que prácticamente se eliminó el abultamiento del capó. Los 405 coches de la Serie 5 se fabricaron antes de que cesara la producción en 1989. El Volante Serie 2, del que se construyeron 216 unidades, recibió los mismos cambios.

### Lagonda
Entre 1974 y 1976, se produjeron siete berlinas Lagonda de cuatro puertas basadas en el Aston Martin V8, con una parrilla de contorno estilo Lagonda instalada dentro del espacio normalmente ocupado por la parrilla estándar de Aston Martin. Utilizaba un motor con una cilindrada de 5340 cc. 

## Cifras de producción
- DBS V8: 402[14]
- V8 cupé Serie 2: 288
- V8 cupé Serie 3: 967
- V8 cupé Serie 4: 352
- V8 cupé Serie 5: 405
- V8 Volante Serie 1: 656
- V8 Volante Serie 2: 245
- V8 Vantage Serie 1:38 + 13 modelos con especificaciones de EE. UU. con motor normal
- V8 Vantage Serie 2: 304 + 14 modelos con especificaciones de EE. UU. con motor normal
- V8 Vantage Volante: 192 + 56 modelos con especificaciones de EE. UU. con motor normal
- V8 Vantage Zagato/Vantage Volante Zagato: 89

## James Bond

Aston Martin V8 Volante de la película The Living Daylights

En 1986, Timothy Dalton asumió el papel de James Bond después de Roger Moore. Eon Productions había decidido recuperar a Aston Martin como parte de la franquicia Bond, con el nuevo agente 007 utilizando un modelo V8 de la Serie 4 en la película 007: Alta tensión. Sin embargo, la película causó cierta confusión entre los espectadores (incluso entre aquellos que estaban bastante familiarizados con los modelos de Aston Martin de la época). Al comienzo de la película, el automóvil es un V8 Volante (convertible). El automóvil real utilizado en estas escenas fue un V8 Volante propiedad del presidente de Aston Martin Lagonda, Victor Gauntlett. Más adelante, se ve que el automóvil está equipado con un techo rígido ("preparado para el invierno") por Q. Sin embargo, las escenas posteriores en realidad muestran un par de unidades V8 cupé con la misma matrícula que el Volante visto al comienzo de la película, modernizado con otros "extras opcionales" como neumáticos con púas, esquíes, rayos láser y misiles. En principio, estaba previsto que el automóvil debería haber sido siempre un V8 Volante con techo rígido.
El cupé V8 haría una reaparición en una película posterior de James Bond, Sin tiempo para morir. Mucho tiempo después, el director ejecutivo de Aston Martin, Andy Palmer, confirmó el 20 de junio de 2019 que el V8 reaparecería en una nueva película con el mismo cometido que había desempeñado 32 años antes.